# Cornel Frăsineanu
Cornel Dănuț Frăsineanu (n. 20 august 1976, Caracal, Olt) este un fotbalist român retras din activitate.